# Angelo Joseph Rossi
Angelo Joseph Rossi (Volcano, 22 gennaio 1878 – San Francisco, 5 aprile 1948) è stato un politico statunitense di origini italiane.
Ricoprì la carica di sindaco di San Francisco, California, dal gennaio 1931 fino al gennaio 1944. È stato il primo sindaco di origini completamente italiane di una grande città statunitense (tra le 10 città con il maggior numero di abitanti tra il 1776 e il 1931).

## Biografia
Rossi nacque a Volcano, nella Contea di Amador, in California, e giunse a San Francisco nel 1890 con la madre vedova e sei tra fratelli e sorelle dopo che la casa di famiglia e l'emporio erano bruciati fino alle fondamenta in pochi minuti: suo padre Angelo aveva lasciato l'Italia nel 1849 all'età di 16 anni su una nave partita da Genova, che trasportava un carico di marmo; quando era arrivato nella Contea di Amador, aveva aperto l'emporio dopo aver scavato in cerca dell'oro.
Quando Angelo arrivò a San Francisco con la famiglia nel 1890, frequentò la scuola ma l'abbandonò a 11 anni per lavorare; fece il cassiere e il commesso in un paio di negozi di fiori diversi; uno di questi, Pelicano and Sons, divenne Pelicano and Rossi quando ne divenne socio all'inizio del Novecento. Infine fondò una propria società, la Angelo J. Rossi Inc., che sotto la sua guida ebbe sede in un edificio Art Déco di sua proprietà, ubicato al numero 45 di Grant Avenue.
Fu nominato sindaco per la prima volta quando il suo predecessore James Rolph si dimise per diventare Governatore della California nel gennaio del 1931. Dopo aver concluso l'ultimo anno del mandato di Rolph, Rossi fu eletto sindaco nel novembre del 1931. Fu poi rieletto sindaco per altri due mandati, rispettivamente nel 1935 e nel 1939. Si candidl anche per un quarto mandato alle elezioni nel 1943, ma fu sconfitto perché un suo pupillo, George Reilly, si candidò contro di lui, spaccando i votanti di fede cattolica, e perché Roger Lapham fu spinto a candidarsi da interessi d'affari, in parte per portare avanti la lotta in merito all'acquisto da parte della città della Market Street Railway.
Appartenente al partito Repubblicano, durante i mandati di Rossi furono costruiti il Golden Gate Bridge e il San Francisco–Oakland Bay Bridge; supervisionò anche la costruzione di Treasure Island e la Golden Gate International Exposition (fiera mondiale) del 1939, e inaugurò la croce sul monte Davidson nel marzo del 1934. Sotto la sua amministrazione la città non rispettò il Raker Act, che obbligava San Francisco a vendere l'energia prodotta dalla Hetch Hetchy Reservoir di Yosemite a municipalità o distretti d'acqua municipali, e non alle aziende, una condizione per l'uso della Hetch Hetchy Valley. Fu fortemente a favore dei programmi del New Deal e lavorò costantemente con il governo federale per incrementare il numero di posti di lavoro e gli investimenti in opere pubbliche a San Francisco.
Fu fieramente anti-comunista, e definì come "opera di agitatori" gli scioperi e l'organizzazione sindacale più militante. Durante lo sciopero generale a San Francisco del luglio 1934, Rossi organizzò un comitato per contrastare lo sciopero; chiese al governatore Frank Merriam di inviare la Guardia Nazionale per reprimere lo sciopero, ma frenò il governatore che voleva dichiarare la legge marziale. Due partecipanti allo sciopero furono uccisi dai proiettili, e 85 furono i feriti finiti in ospedale.
Il 19 luglio 1934 Rossi parlò alla radio nazionale, dichiarando: "Mi congratulo con i veri leader del sindacato per il ruolo avuto nella decisione di concludere lo sciopero generale. San Francisco ha soffocato senza concessioni o compromessi un tentativo di importare nella sua vita un reale pericolo di rivolta... Ci occuperemo efficacemente del piccolo gruppo di persone che si è opposto alla pace e ha pianificato la rivoluzione".
Quando la polizia fece dei blitz negli uffici politici e nelle organizzazioni dei lavoratori dopo lo sciopero, Rossi rilasciò un comunicato: "Mi impegno con voi, come massima autorità di San Francisco: usando tutti i poteri conferitimi, fermerò ogni agitatore comunista a San Francisco, e che questa sarà la norma d'ora in poi a San Francisco".
In un periodo di scandali pubblici legati alla polizia, chiese e ottenne 70.000 dollari per investigare sulla corruzione nel dipartimento. Il procuratore distrettuale, Matthew Brady, assunse Edwin Atherton, un investigatore privato, che pubblicò il Rapporto Atherton sulla corruzione della polizia nel 1937. Partecipò alla posa della prima pietra per il San Francisco City College nell'aprile del 1937. Divenne amico di Fiorello La Guardia e lo ospitò a San Francisco, visitando poi New York come suo ospite.
Durante uno sciopero prolungato alla fine degli anni trenta, Rossi attaccò Harry Bridges, a capo del C.I.O. della West Coast, affermando che la città era "stufa dello straniero" in un telegramma al Presidente Roosevelt, chiedendo l'intervento federale. Nel maggio del 1942, sei mesi dopo il bombardamento di Pearl Harbor, alle audizioni del Comitato Tenney tenute a San Francisco, Rossi fu chiamato a comparire, essendo stato accusato di supportare il fascismo in Italia. Secondo il New York Times del 26 maggio 1942, "Con le lacrime agli occhi e la voce rotta dall’emozione, il sindaco Angelo J. Rossi ha protestato oggi la sua fedeltà 'al 100 per cento' all’America e ha dichiarato al comitato del Parlamento della California che la sua presenza lì come testimone 'è basata sulle dannate bugie di gente irresponsabile'". Era stato accusato di aver fatto il saluto fascista alle celebrazioni del Columbus Day a San Francisco, un fatto che negò risolutamente. Rossi testimoniò di aver rimosso una foto di Benito Mussolini dal proprio ufficio prima dell'inizio della guerra. L'anno seguente la sua rielezione sfumò in seguito a una campagna elettorale piena di rancore.
Morì nel 1948 e fu sepolto all'Holy Cross Cemetery, di Colma, in California. Gli sono stati dedicati un parco pubblico con giochi e piscina e una strada nel quartiere di Richmond, a San Francisco.